# Wasserkraftwerk Carpapata III
Das Wasserkraftwerk Carpapata III (span. Central Hidroeléctrica Carpapata III) befindet sich am Río Tarma in Zentral-Peru. Das Kraftwerk liegt in Carpapata im Distrikt Palca in der Provinz Tarma der Verwaltungsregion Junín. Die Anlage ging im August 2016 in Betrieb. Betreiber der Anlage ist Generación Eléctrica Atocongo S.A., eine Tochtergesellschaft von Unión Andina de Cementos S.A.A. (UNACEM). Das Kraftwerk dient u. a. der Energieversorgung des 30 km westsüdwestlich gelegenen Zementwerkes Condorcocha.

## Wasserkraftwerk
Das Wasserkraftwerk liegt auf einer Höhe von 1980 m am rechten Flussufer des Río Tarma. Es befindet sich in der peruanischen Zentralkordillere, 24 km westsüdwestlich der Stadt San Ramón sowie 24 km nordöstlich der Stadt Tarma. Das Wasserkraftwerk Carpapata III ist Teil einer Kraftwerkskaskade am Río Tarma – flussaufwärts liegen die Wasserkraftwerke Carpapata II und Huasahuasi II, flussabwärts das Wasserkraftwerk Yanango. 
Das Kraftwerk besitzt zwei von der österreichischen Firma Gugler gelieferte horizontal-gerichtete Francis-Turbinen mit einer Leistung von jeweils 6,35 MW sowie einem Laufrad-Durchmesser von 910 mm. Die Brutto-Fallhöhe liegt bei 124,49 m, die Netto-Fallhöhe bei 113,8 m, die Ausbauwassermenge bei insgesamt 12,7 m³/s.

## Wehr
Knapp 2,4 km flussaufwärts befindet sich am Río Tarma ein Wehr (⊙) mit Absetzbecken. 340 m oberhalb des Wehrs mündet der Río Huasahuasi linksseitig in den Río Tarma. Weitere 480 m flussaufwärts liegt am Río Huasahuasi das Wasserkraftwerk Huasahuasi II. Direkt am Wehr liegt der Abfluss des Wasserkraftwerks Carpapata II. Ein 1,47 km langer Zuleitungstunnel führt das Turbinenwasser vom Kraftwerk Carpapata II sowie das vom Wehr abgeleitete Wasser zu einer Druckleitung, die am Kraftwerk Carpapata III endet.